# رؤیای چینی

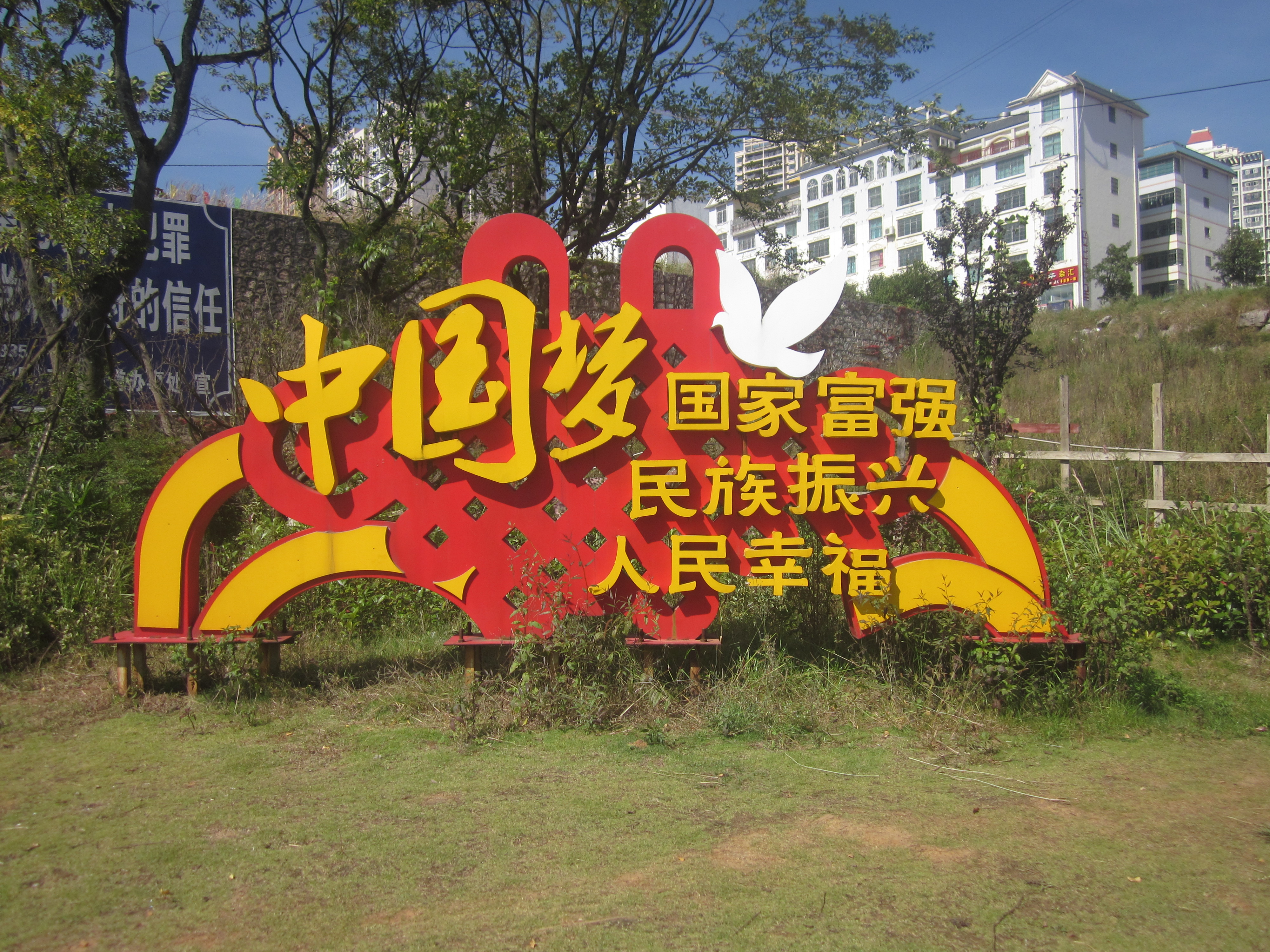
سازه‌ای با شعار «رویای چینی؛ کشور قدرتمند، جوان‌سازی ملی و شادی مردم»، در پارک دریاچه جنوبی، پانژو، گوئیژو، چین. - نوامبر ۲۰۱۹

رؤیای چینی لفظی است که از سال ۲۰۱۳ در اندیشهٔ سوسیالیستی چینی رایج گردیده و مجموعه ایدئال‌های شخصی و ملی در حزب کمونیست چین و چین را توصیف می‌کند.
خبرنگاران مقامات دولتی و فعالان در توصیف نقش فرد در جامعهٔ چین و نیز اهداف ملت چینی از آن استفاده می‌کنند.